# Німецька премія фентезі
Німецька премія фентезі (нім. Deutscher Fantasy Preis) — це літературна премія, яка була заснована з 1979 року Першим німецьким клубом фантастики. Відзнакою нагороджуються автори, видавці і перекладачі у галузі фантастичної літератури за заслуги у даній галузі в німецькомовних країнах. З 1992 року приз вручають щочотирироки у місті Пассау під час Конгресу фантастичної літератури.

## Призери
| Рік  | Лауреати                                                                                 | Підстава нагородження |
| ---- | ---------------------------------------------------------------------------------------- | --- |
| 1979 | Гайнц Полліщанський                                                                      | за просування фентезійної літератури німецькою мовою в Росії твором Принц Веліант. |
| 1980 | Ернст Влчек                                                                              | за популяризацію фантастичної літератури німецькою мовою через творчу відданість фантазії як дизайнера у серії творів Mytor. |
| 1981 | Міхаель Гьорден                                                                          | за популяризацію фентезійної літератури німецькою мовою видавництвом Bastei Lübbe. |
| 1982 | Гельмут В. Пеш                                                                           | за фундаментальну роботу "Фантазія - теорія та історія літературного жанру". |
| 1983 | Пітер Вілферт                                                                            | за просування німецькомовної фантастичної літератури видавництвом Goldmann. |
| 1984 | Вольфганг Єшке                                                                           | за популяризацію фентезійної літератури німецькою мовою та за зусилля до вірних та незмінних перекладів |
| 1985 | Гюберт Штрасль                                                                           | за внесок у фантастичну літературу через створення німецької фан-спільноти фантастики і через роботу як автор та видавець. |
| 1986 | Вальдемар Куммінг                                                                        | за внесок у фантастику через публікацію новинного журналу Munic Round Up з 1950-х років. |
| 1987 | Міхаель Енде                                                                             | за його романи та історії, з якими він привернув міжнародну увагу до німецької фантастичної літератури. |
| 1988 | Фредерік ГетманFrederik Hetmann                                                          | за видатну роботу перекладача, видавця та письменника у галузі фантастичної літератури. |
| 1989 | Коріан Ферляг                                                                            | Коріан Ферляг та видавці Йоахім Корбер, Норберт Стреза і Генріх Віммер за заслуги в фантастичну літературу німецькою мовою шляхом розробки і постійного здійсненням робіт у галузі фантастичної літератури і фантастичного фільму. |
| 1990 | Томас Ле Бланк                                                                           | за внесок у фантастичну літературу німецькою мовою як засновник і керівник Днів фантастики у Ветцларі і фантастичної бібліотеки Вецлара                                                                                            |
| 1991 | Герман Урбанек                                                                           | за свої заслуги у наукову фантастику та фентезі німецькою мовою через його великі біографічні та бібліографічні твори. |
| 1992 | Отфрід Пройслер                                                                          | за літературний твір, з яким до багатьох молодих читачів світу відкрилося магічне царство фантазії, їх подяка і вдячність. |
| 1993 | Франц Роттенштайнер                                                                      | за заслуги у фантастичній літературі, видавши критичний літературний журнал Quarber Merkur з 60-тих років. |
| 1994 | Вінфрід Петрі                                                                            | за внесок у наукову фантастику та фантастику, поділившись своїми великими та глибокими знаннями протягом багатьох десятиліть з спільнотою фанатів.                                                                                 |
| 1995 | Вальтер Ернстінг                                                                         | за внесок у наукову фантастику та фантастику німецькою мовою через свою новаторську роботу редактором у 1950-х і 1960-х роках, та за авторські роботи                                                                              |
| 1996 | Карл Амері                                                                               | за літературну творчість, в якій він закликає своїх читачів зберегти природу та людство через критичну і фантастичну гру з історією та майбутнім.                                                                                  |
| 1997 | Гісберт Кранц                                                                            | за заслуги у роботі чотирьох Інклінгів: Джона Роналда Руела Толкіна, Клайва Стейплза Льюїса, Чарльза Вільямса і Гілберта Кіта Честертона                                                                                           |
| 1998 | Еріка Фухс                                                                               | за сприятливий переклад російських творів Карла Баркса. |
| 1999 | Хансріді Вешер                                                                           | за комікси, з яким він приніс в одноманітний післявоєнний світ світло в серцях дітей |
| 2000 | Герберт Розендорфер                                                                      | за фантастичні історії, в яких він гротескно і сюрреалістично зображає суспільство. |
| 2001 | Ангела і Карлгайнц Штайнмюллер                                                           | за поширення фантастичної літератури в двох різних соціальних системах, а також їх майбутніх перспектив. |
| 2002 | Йорг Вайганд                                                                             | за новаторську розвідку псевдонімів та книжної культури і за незліченні статті, в яких він висвітлив фантастичну літературу у всіх її аспектах.                                                                                    |
| 2003 | Герхард Браунспергер і Крістіан Білднер                                                  | за заснування eBook-Verlag, за якого вони відкрили фантастичну літературу засобам масової інформації та глядачам з усього світу.                                                                                                   |
| 2004 | Райнер Ерлер                                                                             | за висвітлення нових шляхів як у фантастичній літературі, так і в фантастичному фільмі. |
| 2005 | Джорг Мартін Мунсоніус, Вернер Фухс, Роналд M. Хан, Герман Урбанек і Ганс Йоахім Альперс | за публікацію лексики фантастичної літератури |
| 2006 | Йорг Кагельманн                                                                          | за багаторічну працю як видавець фантастичної літератури всіх сортів у Blitz-Verlag. |
| 2007 | Франк Райнер Шек                                                                         | за публікації фантастичної літератури у видавництвах DuMont і Blitz |
| 2008 | Герберт В. Франке                                                                        | за розширення літературних творів, в яких він за своїм словом прийняв термін науково-фантастичний матеріал, і унікально в німецькій літературі, подолав розрив між мистецтвом та наукою                                            |
| 2009 | Фрідель Варен                                                                            | за просування складної фантастики та нових талантів як довгого редактора фантастичної серії видавництв Heyne і Piper. |
| 2010 | Віктор Фаркаш                                                                            | за його універсальні не-фантастичні книги про фантастичні явища та його багаторічну діяльність у австрійській фантастиці. |
| 2011 | Антонія Міхаеліс                                                                         | за фантастичні романи, з якими вона надає незвичні уявлення про зовнішньополітичні погляди за її маніфестом сюрреалізму. |
| 2012 | Іні Клаке і Елмар Вольат                                                                 | за свої барвисті, історично-фантастичні романи, з якими вони радують незліченних читачів. |
| 2013 | Едуард Люкшандль                                                                         | за новаторську роботу по популяризації стратегічної фентезійної гри в Німеччині. |
| 2014 | Гельмут В. Моммерс                                                                       | за заслуги як засновник бібліотекиVilla Fantastica |
| 2015 | Дітер Штайнсайфер                                                                        | за новаторську роботу у популяризації романтичної фантастичної гри в Німеччині. |
| 2016 | Томас Р. П. Мільке і Астрід Енн Джабуш                                                   | за її прозову редакцію фантастичної середньовічної епічної поеми Orlando furioso Людовіко Аріосто. |
| 2017 | Урсула Цайч                                                                              | за 30 років видавничої діяльності в області німецькомовної фантастики. |